# 小行星6516
小行星6516（英語：6516 Gruss）是一颗围绕太阳公转的小行星。1988年10月3日，安東寧·姆爾科斯在克列特发现了此天体。
这颗小行星的绝对星等为82.69154986712111等。